# HD 159868
HD 159868 è una stella nana gialla situata nella costellazione dello Scorpione, di magnitudine apparente +7,24 e distante circa 190 anni luce dal sistema solare. Attorno alla stella, nel 2007, è stato scoperto un pianeta extrasolare, HD 159868 b, a cui ha fatto seguito, nel 2012, quella di un secondo pianeta, HD 159868 c. Entrambi i pianeti sono stati scoperti con il metodo della velocità radiale.

## Caratteristiche fisiche
La stella è una nana gialla (G5V), come il Sole, anche se pare più evoluta, ed è più grande e più luminosa della nostra stella. La temperatura superficiale è più bassa, attorno ai 5500 K, e l'età stimata attorno agli otto miliardi di anni.

## Sistema planetario
Entrambi i pianeti sono dei giganti gassosi; il primo scoperto, HD 159868 b, ha una massa più che doppia rispetto a Giove, e orbita attorno alla stella madre in 1178 giorni ad una distanza di circa 2,25 UA. Il pianeta confermato nel 2012 invece, orbita circa alla stessa distanza della Terra dal Sole, in un periodo simile all'anno terrestre, ovvero 352 giorni.
Sotto, un prospetto del sistema di HD 159868, in ordine di distanza dalla stella:
| Pianeta | Massa     | Raggio  | Periodo orb. | Sem. maggiore  | Eccentricità | Scoperta |
| ------- | --------- | ------- | ------------ | -------------- | ------------ | -------- |
| c       | ≥0,768 MJ | 1,28 rJ | 351 giorni   | 1 ± 0,01 UA    | 0,184        | 2012     |
| b       | ≥2,218 MJ | 1,27 rJ | 1184 giorni  | 2,25 ± 0,03 UA | 0,024        | 2007     |